# 西村貞朗
西村貞朗（1934年11月25日—），日本棒球選手、教練，出生於香川縣仲多度郡琴平町，曾經效力於日本職棒西武獅等隊伍，於1962年退休，生涯通算82次勝投。